# Hugo I de Charpigny
Hugo I de Charpigny foi um cruzado francês e primeiro (ou possivelmente segundo) barão de Vostitza no Principado da Acaia.

## Vida
A Baronia de Vostitza foi estabelecida ca. 1209, após a conquista do Peloponeso pelos cruzados, e foi uma das 12 baronias seculares originais dentro do Principado da Acaia. Ela, com oito feudos de cavaleiros anexados, foi concedida à família Charpigny, com Hugo sendo comumente considerado como primeiro barão. A família é obscura, contudo, e a origem exata de Hugo é disputada devido a diferentes atestações de seu nome na fonte principal, as várias versões da Crônica da Moreia. A versão grega fornece seu nome como "de Lele", que foi comumente interpretado como uma corruptela de "de Lila", e alega que adotou o nome "de Charpigny" depois.
A versão aragonesa da crônica, por outro lado, menciona que o primeiro barão de Vostitza foi Guido, que Hugo era seu filho e que ele foi nomeado "Cherpini" devido a vila grega onde nasceu (que alguns autores identificam como Cerpini), e "Lello" foi o nome duma fortaleza construída sobre os domínios da família na Lacônia (possivelmente Elos); para complicar ainda mais, o topônimo "Charpigny" não é atestado na França contemporânea. Seja qual for sua origem, a família utilizou o sobrenome "Charpigny" na Grécia; e Hugo foi sucedido por seu filho Guido (II?).